# CTB 1
CTB 1, también llamado SNR G116.9+00.1  y AJG 110, es un resto de supernova situado en la constelación de Casiopea. Fue descubierto como radiofuente en 1960 en un estudio de radiación galáctica llevado a cabo a 960 MHz de frecuencia.

## Morfología
CTB 1 es un resto de supernova rico en oxígeno de morfología mixta, es decir, en la banda de radio es similar a una cáscara hueca mientras que en rayos X su estructura es compacta y centralizada. Así, muestra una envoltura completa tanto en el espectro visible como en la banda de radio.
La emisión de radio es más brillante a lo largo del borde oeste, existiendo una prominente brecha a lo largo de los sectores norte y noreste.
La envoltura uniforme —en ambos rangos de longitudes de onda— indica que la onda de choque se extiende en un medio interestelar relativamente homogéneo.
También se ha detectado emisión infrarroja a 60 μm y 100 μm procedente de CTB 1; un arco de emisión en estas longitudes de onda es coincidente con la cáscara observada en radiofrecuencias.
La emisión de rayos X de este resto de supernova —que tiene un origen térmico— procede del interior de la carcasa observada en el espectro visible y de radio. Notablemente, la emisión de rayos X también se extiende a través de la brecha norte del remanente.
Se ha determinado que la abundancia de neón es muy uniforme, mientras que el hierro es más abundante hacia el suroeste del remanente, lo que sugiere que la distribución de las eyecciones ha sido asimétrica.
CTB 1 es un resto de supernova rico en oxígeno y neón, lo cual es sorprendente para un remanente evolucionado; las abundancias determinadas son consistentes con la explosión de un progenitor estelar con una masa de 13 - 15 masas solares o incluso mayor.

## Remanente estelar
Se ha propuesto que el púlsar PSR J0002+6216 es el remanente estelar de la supernova que dio lugar a CTB 1. Su movimiento propio es de la magnitud y dirección correctas para respaldar la relación entre ambos objetos.
Asimismo, la dirección y morfología de la cola del plerión sugiere una conexión física entre PSR J0002+6216 y CTB 1. Adicionalmente, el púlsar se mueve a gran velocidad (más de 1000 km/s), que puede ser la consecuencia de haber salido despedido tras una explosión.

## Edad y distancia
La edad estimada de CTB 1 es de 10 000 años, aunque la incertidumbre de este valor puede alcanzar el 20 %. Otros estudios le otorgan una mayor antigüedad, en torno a los 16 700 años.
Por otra parte, tampoco existe consenso en cuanto a la distancia a la que se encuentra este resto de supernova. Diversos autores lo sitúan a una distancia entre 2000 y 3100 pársecs, mientras que para otros está a 4300 ± 200 pársecs. Si este último valor es correcto, CTB 1 estaría emplazado en el brazo de Perseo y no en el brazo Local.
CTB 1 tiene un radio de aproximadamente 15 pársecs.